# Estanislao Verguilla
Estanislao Verguilla, nascut a Calahorra (La Rioja), se sap que en 1890 concursa en un certamen de composició de La Corunya obtenint el primer premi amb una marxa triomfal. En aquest mateix certamen, va obtenir el 1er accèssit el mestre Juarranz. En aquest mateix 1890 i per espai de dos anys dirigeix la societat musical de Llanes (Oviedo).

## Obres
- "La Llançada" marxa fúnebre.
- "Desconsol" marxa fúnebre.
- "La Solitud" marxa fúnebre.
- "La Festa del Patró" marxa de processó "
- "El Davallament" marxa fúnebre.
- "Dolor" marxa fúnebre.
- "Les Tres Maries" marxa regular.
- "Va morir en la Creu!" Marxa fúnebre.
- "Camí de Betlem" marxa de processó.
- "Va morir per salvar-nos" marxa fúnebre.
- "Santa Maria" marxa fúnebre.
- "Marxa Fúnebre nº9".